# Floder i Nicaragua
Det finns många floder i Nicaragua och de flesta rinner ut i Karibiska havet. De fyra viktigaste floderna är från norr till söder: Río Coco, Río Grande de Matagalpa, Río Escondido och Río San Juan.

## Avrinningsområden
Nicaragua delas normalt in i sex primära avrinningsområden: Río Coco (18 972 km2 i Nicaragua), Caribe Norte (23 879 km2), Río Grande de Matagalpa (18 857 km2), Caribe Sur (25 673 km2), Río San Juan (19 533 km2 i Nicaragua) samt Stilla havet (12 192 km2). De fem första rinner alla ut i Karibiska havet. Río San Juan är utloppet för Nicaraguasjön, världens 19e och Latinamerikas näst största sjö. Berget Cerro Tisey är den punkt i Nicaragua som delar regnvattnet i det som rinner ut i Stilla havet, Nicaraguasjön respektive direkt i Karibiska havet.

## Landets viktigaste floder
Denna lista över Nicaraguas viktigaste floder är organiserad med Río Coco först i nordost och sedan medsols,först söderut längs Karibiska havet och sedan norrut längs Stilla havet. Bifloder är listade efter huvudfloden med de närmst havet liggande bifloderna först. 
|  | Namn                             | Departement                                             | Längd (km) | Flodbäcken (km2) | Utlopp                  | Hav             | Känd för                                                |
|  | -------------------------------- | ------------------------------------------------------- | ---------- | ---------------- | ----------------------- | --------------- | ------------------------------------------------------- |
|  | Río Coco                         | Madriz, Jinotega Nueva Segovia Costa Caribe Norte       | 680        | 24345            | Karibiska havet         | Karibiska havet | Somotokanjonen Cabo Gracias a Dios Gränsflod (Honduras) |
|  | Río Waspuk                       | Costa Caribe Norte                                      |            | 2368             | Río Coco                | Karibiska havet |                                                         |
|  | Río Pis Pis                      | Costa Caribe Norte                                      |            | 573              | Río Waspuk              | Karibiska havet |                                                         |
|  | Río Lakus                        | Jinotega Costa Caribe Norte                             |            | 807              | Río Coco                | Karibiska havet |                                                         |
|  | Río Bocay                        | Jinotega                                                | 115        | 3365             | Río Coco                | Karibiska havet |                                                         |
|  | Río Amaka                        | Jinotega                                                |            | 777              | Río Bocay               | Karibiska havet |                                                         |
|  | Río Poteca                       | Nueva Segovia                                           |            |                  | Río Coco                | Karibiska havet | Gränsflod (Honduras)                                    |
|  | Río El Cuá                       | Jinotega                                                |            | 874              | Río Coco                | Karibiska havet |                                                         |
|  | Río Pantasma                     | Jinotega                                                | 38         | 362              | Río Coco                | Karibiska havet |                                                         |
|  | Río El Jícaro                    | Nueva Segovia                                           | 56         | 1262             | Río Coco                | Karibiska havet |                                                         |
|  | Río Estelí                       | Madriz, Estelí                                          | 90         | 1326             | Río Coco                | Karibiska havet |                                                         |
|  | Río Macuelizo                    | Nueva Segovia                                           |            | 216              | Río Coco                | Karibiska havet |                                                         |
|  | Río Tapacali                     | Madriz                                                  |            |                  | Río Coco                | Karibiska havet |                                                         |
|  | Río Ulang                        | Costa Caribe Norte                                      | 92         | 1107             | Karibiska havet         | Karibiska havet |                                                         |
|  | Río Wawa                         | Costa Caribe Norte                                      | 160        | 4427             | Karibiska havet         | Karibiska havet |                                                         |
|  | Río Wark Wark                    | Costa Caribe Norte                                      | 22         | 569              | Río Wawa                | Karibiska havet |                                                         |
|  | Río Likus                        | Costa Caribe Norte                                      | 114        | 919              | Río Wawa                | Karibiska havet |                                                         |
|  | Río Kukalaya                     | Costa Caribe Norte                                      | 140        | 2401             | Laguna de Wounta        | Karibiska havet |                                                         |
|  | Río Layasiksa                    | Costa Caribe Norte                                      | 67         | 1112             | Laguna de Wounta        | Karibiska havet |                                                         |
|  | Río Prinzapolka                  | Costa Caribe Norte                                      | 245        | 11004            | Karibiska havet         | Karibiska havet |                                                         |
|  | Río Bambana                      | Costa Caribe Norte                                      | 143        | 2751             | Río Prinzapolka         | Karibiska havet |                                                         |
|  | Río Yaoya                        | Costa Caribe Norte                                      |            | 1800             | Río Prinzapolka         | Karibiska havet |                                                         |
|  | Río Uli                          | Costa Caribe Norte                                      | 38         | 1638             | Río Prinzapolka         | Karibiska havet |                                                         |
|  | Río Grande de Matagalpa          | Matagalpa Costa Caribe Sur                              | 465        | 18856            | Karibiska havet         | Karibiska havet |                                                         |
|  | Río Siksikwas                    | Costa Caribe Sur                                        | 52         | 417              | Río Grande de Matagalpa | Karibiska havet |                                                         |
|  | Río Tuma                         | Jinotega, Matagalpa Costa Caribe Norte Costa Caribe Sur | 180        | 7343             | Río Grande de Matagalpa | Karibiska havet | Lago de Apanás                                          |
|  | Río Lisawe                       | Costa Caribe Norte                                      | 68         | 820              | Río Tuma                | Karibiska havet |                                                         |
|  | Río Iyás                         | Costa Caribe Norte                                      | 87         | 1722             | Río Tuma                | Karibiska havet |                                                         |
|  | Río Yaosca                       | Costa Caribe Norte Matagalpa, Jinotega                  | 54         | 669              | Río Tuma                | Karibiska havet |                                                         |
|  | Río Bijao                        | Matagalpa, Jinotega                                     | 30         |                  | Río Tuma                | Karibiska havet |                                                         |
|  | Río Paiwás                       | Matagalpa Costa Caribe Sur                              | 35         | 459              | Río Grande de Matagalpa | Karibiska havet |                                                         |
|  | Río Quisaura                     | Boaco                                                   | 43         | 240              | Río Grande de Matagalpa | Karibiska havet |                                                         |
|  | Río Murra                        | Boaco                                                   | 55         | 1121             | Río Grande de Matagalpa | Karibiska havet |                                                         |
|  | Río Saiz                         | Boaco                                                   | 30         | 171              | Río Grande de Matagalpa | Karibiska havet |                                                         |
|  | Río Olama                        | Boaco Matagalpa                                         | 45         | 711              | Río Grande de Matagalpa | Karibiska havet |                                                         |
|  | Río Las Cañas                    | Boaco                                                   |            | 433              | Río Olama               | Karibiska havet |                                                         |
|  | Río Tapaste                      | Matagalpa                                               | 25         | 284              | Río Grande de Matagalpa | Karibiska havet |                                                         |
|  | Río Kurinwas                     | Costa Caribe Sur                                        | 160        | 4634             | Pärllagunen             | Karibiska havet |                                                         |
|  | Río Kung Kung                    | Costa Caribe Sur                                        | 54         | 459              | Río Kurinwas            | Karibiska havet |                                                         |
|  | Río Páhara Tingni                | Costa Caribe Sur                                        |            | 454              | Río Kurinwas            | Karibiska havet |                                                         |
|  | Río Kukarawala                   | Costa Caribe Sur                                        |            | 983              | Río Kurinwas            | Karibiska havet |                                                         |
|  | Río Karahola                     | Costa Caribe Sur                                        |            | 401              | Río Kurinwas            | Karibiska havet |                                                         |
|  | Río Wawashang                    | Costa Caribe Sur                                        | 110        | 1044             | Pärllagunen             | Karibiska havet |                                                         |
|  | Patch River                      | Costa Caribe Sur                                        | 44         | 279              | Pärllagunen             | Karibiska havet |                                                         |
|  | Río Ñari                         | Costa Caribe Sur                                        | 26         | 462              | Pärllagunen             | Karibiska havet |                                                         |
|  | Río Escondido                    | Costa Caribe Sur                                        | 88         | 11650            | Bluefieldslagunen       | Karibiska havet | Flodbåtar Puerto Arlen Siu                              |
|  | Río Kama                         | Costa Caribe Sur                                        | 95         | 890              | Río Escondido           | Karibiska havet |                                                         |
|  | Río Mahogany                     | Costa Caribe Sur                                        | 45         | 489              | Río Escondido           | Karibiska havet |                                                         |
|  | Río Caño Negro                   | Costa Caribe Sur                                        | 33         |                  | Río Mahogany            | Karibiska havet |                                                         |
|  | Río Siquia                       | Costa Caribe Sur Chontales                              | 115        | 2044             | Río Escondido           | Karibiska havet |                                                         |
|  | Río Plata                        | Costa Caribe Sur Chontales                              | 74         |                  | Río Siquia              | Karibiska havet |                                                         |
|  | Río Mico                         | Costa Caribe Sur Chontales                              | 189        | 4419             | Río Escondido           | Karibiska havet |                                                         |
|  | Río Rama                         | Costa Caribe Sur Chontales Río San Juan                 | 108        | 2599             | Río Escondido           | Karibiska havet |                                                         |
|  | Río Kukra                        | Costa Caribe Sur                                        | 90         | 703              | Bluefieldslagunen       | Karibiska havet |                                                         |
|  | Río Torsuani                     | Costa Caribe Sur                                        | 35         | 190              | Bluefieldslagunen       | Karibiska havet |                                                         |
|  | Río Punta Gorda                  | Costa Caribe Sur                                        | 115        | 2928             | Karibiska havet         | Karibiska havet |                                                         |
|  | Río Agua Zarca                   | Costa Caribe Sur                                        | 38         | 636              | Río Punta Gorda         | Karibiska havet |                                                         |
|  | Río Maíz                         | Costa Caribe Sur                                        | 45         | 779              | Karibiska havet         | Karibiska havet |                                                         |
|  | Río Indio                        | Costa Caribe Sur                                        | 70         | 1410             | Karibiska havet         | Karibiska havet |                                                         |
|  | Río San Juan                     | Río San Juan                                            | 180        | 52051            | Karibiska havet         | Karibiska havet | Transitrutten Fortet El Castillo Gränsflod (Costa Rica) |
|  | Río San Juanillo                 | Río San Juan                                            | 47         |                  | Río San Juan            | Karibiska havet |                                                         |
|  | Río Santa Cruz                   | Río San Juan                                            |            | 268              | Río San Juan            | Karibiska havet |                                                         |
|  | Río Sábalos                      | Río San Juan                                            | 42         | 439              | Río San Juan            | Karibiska havet |                                                         |
|  | Río El Tule                      | Río San Juan                                            |            | 816              | Nicaraguasjön           | Karibiska havet |                                                         |
|  | Río Camastro                     | Río San Juan                                            | 52         | 295              | Nicaraguasjön           | Karibiska havet |                                                         |
|  | Río Tepenaguazapa                | Río San Juan                                            | 62         | 1418             | Nicaraguasjön           | Karibiska havet |                                                         |
|  | Río Oyate                        | Chontales Río San Juan                                  | 70         | 1007             | Nicaraguasjön           | Karibiska havet |                                                         |
|  | Río Acoyapa                      | Chontales                                               |            | 600              | Nicaraguasjön           | Karibiska havet |                                                         |
|  | Río Mayales                      | Chontales                                               | 80         | 1059             | Nicaraguasjön           | Karibiska havet |                                                         |
|  | Río Tecolostote                  | Boaco, Chontales                                        | 55         | 561              | Nicaraguasjön           | Karibiska havet |                                                         |
|  | Río Malacatoya                   | Boaco Managua Granada                                   | 122        | 1519             | Nicaraguasjön           | Karibiska havet | Embalse Las Canoas Konstbevattning                      |
|  | Río Tipitapa                     | Managua Masaya Granada                                  | 35         | 5601             | Nicaraguasjön           | Karibiska havet | Laguna de Tisma                                         |
|  | Río San Antonio                  | Managua                                                 | 25         | 355              | Managuasjön             | Karibiska havet |                                                         |
|  | Río Pacora                       | Managua                                                 | 30         | 277              | Managuasjön             | Karibiska havet |                                                         |
|  | Río Viejo                        | Jinotega, Estel Matagalpa León, Managua                 | 157        | 1520             | Managuasjön             | Karibiska havet | Santa Barbara dammen Konstbevattning                    |
|  | Río Sinecapa                     | Estelí, León                                            | 79         | 1316             | Managuasjön             | Karibiska havet |                                                         |
|  | Río El Pital                     | Granada                                                 |            | 234              | Nicaraguasjön           | Karibiska havet |                                                         |
|  | Río Ochomogo                     | Granada Rivas                                           | 25         | 273              | Nicaraguasjön           | Karibiska havet |                                                         |
|  | Río Las Lajas                    | Rivas                                                   | 28         | 107              | Nicaraguasjön           | Karibiska havet |                                                         |
|  | Río Gil González                 | Rivas                                                   | 23         |                  | Nicaraguasjön           | Karibiska havet |                                                         |
|  | Río Brito                        | Rivas                                                   | 36         | 270              | Stilla havet            | Stilla havet    |                                                         |
|  | Río Escalante                    | Carazo, Rivas                                           | 27         |                  | Stilla havet            | Stilla havet    |                                                         |
|  | Río Casares                      | Carazo                                                  | 39         | 356              | Stilla havet            | Stilla havet    |                                                         |
|  | Río Citalapa                     | Managua                                                 | 43         |                  | Stilla havet            | Stilla havet    |                                                         |
|  | Río El Carmen                    | Managua                                                 | 36         | 336              | Stilla havet            | Stilla havet    |                                                         |
|  | Río Soledad                      | León Managua                                            | 28         | 753              | Stilla havet            | Stilla havet    |                                                         |
|  | Río Tamarindo                    | León                                                    | 33         | 623              | Stilla havet            | Stilla havet    |                                                         |
|  | Río Chiquito                     | León                                                    | 39         | 312              | Stilla havet            | Stilla havet    |                                                         |
|  | Río Telica                       | León                                                    | 44         |                  | Stilla havet            | Stilla havet    |                                                         |
|  | Río Posoltega                    | Chinandega, León                                        | 41         |                  | Stilla havet            | Stilla havet    |                                                         |
|  | Río Atoya                        | Chinandega                                              | 40         | 329              | Stilla havet            | Stilla havet    |                                                         |
|  | Estero Real                      | Chinandega                                              |            |                  | Stilla havet            | Stilla havet    |                                                         |
|  | Río Olomega                      | ChinandegaLeón                                          |            | 1428             | Estero Real             | Stilla havet    |                                                         |
|  | Río Tecomapa                     | Chinandega León                                         | 42         | 532              | Río Olomega             | Stilla havet    |                                                         |
|  | Río Aquespalapa (Río Villanueva) | Chinandega                                              |            | 1452             | Estero Real             | Stilla havet    |                                                         |
|  | Río Grande                       | León Chinandega                                         |            | 840              | Río Aquespalapa         | Stilla havet    |                                                         |
|  | Río El Portillo                  | León                                                    |            | 367              | Río Grande              | Stilla havet    |                                                         |
|  | Río Achuapita                    | León Chinandega                                         |            | 161              | Río Aquespalapa         | Stilla havet    |                                                         |
|  | Río Negro                        | Madriz, Estelí Chinandega                               | 77         |                  | Estero Real             | Stilla havet    | Gränsflod (Honduras)                                    |
|  | Río Guasaule                     | Chinandega                                              |            |                  | Río Negro               | Stilla havet    | Gränsflod (Honduras)                                    |
|  | Río El Gallo                     | Chinandega                                              |            | 274              | Río Negro               | Stilla havet    |                                                         |